# Адей (генерал)
Вижте пояснителната страница за други личности с името Адей.
Адей (Addaeus) e военачалник на Източната Римска империя през края на 4 век.
През 393–396 г. Адей e magister equitum et peditum на Изтока per Praetorian prefecture Orientem.